# Strada statale 174 Salentina di Manduria
La ex strada statale 174 Salentina di Manduria (SS 174), ora strada provinciale ex SS 174 Manduria-Avetrana-Nardò (SP ex SS 174) in provincia di Taranto e strada provinciale 359 Salentina di Manduria (SP 359) in provincia di Lecce, è una strada provinciale italiana che collega Manduria in provincia di Taranto a Galatone in provincia di Lecce.

## Storia
La strada statale 174 venne istituita nel 1953 con il seguente percorso: "Innesto con la SS. n. 7-ter a Manduria - Nardò - Innesto con la SS. n. 101 a Galatone."

## Percorso
La strada inizia a Manduria dove si innestava sul tratto ormai dismesso della strada statale 7 ter Salentina. Il tracciato si sviluppa in direzione sud-est per tutta la sua lunghezza attraversando il comune di Avetrana nel tarantino prima di entrare nella provincia di Lecce.
La strada lambisce quindi Porto Cesareo, attraversa Nardò prima di incrociare la strada statale 101 Salentina di Gallipoli alla periferia di Galatone e terminare infine nello stesso centro abitato.
Importanti intersezioni dell'arteria tra Avetrana e Nardò sono progressivamente:
- la SP141 per Maruggio e le marine di Manduria;
- la SP109 Torre Lapillo-San Pancrazio Salentino, da cui raggiungere Veglie con la SP110;
- la SP113 Porto Cesareo-Veglie;
- la SP21 Porto Cesareo-Leverano, da cui poter raggiungere rapidamente Lecce dopo aver superato Leverano e Arnesano;
- la SP112, da cui poter raggiungere Santa Maria al Bagno e il litorale nord di Gallipoli aggirando l'abitato di Nardò;
- la SP114 Sant'Isidoro-Copertino (da cui poter nuovamente raggiungere Leverano).
- Anello di Nardó

In seguito al decreto legislativo n. 112 del 1998, dal 2001 la gestione è passata dall'ANAS alla Regione Puglia, che ha provveduto al trasferimento dell'infrastruttura al demanio della Provincia di Taranto e della Provincia di Lecce per le tratte territorialmente competenti.